# Sotra-Brücke
Die Sotra-Brücke (norwegisch Sotrabru) ist eine als Hängebrücke errichtete Straßenbrücke in den Kommunen Øygarden und Bergen in der norwegischen Fylke (Provinz) Vestland.

## Geographie
Die Brücke überbrückt den Knarreviksund und verbindet die westlich liegenden Insel Litlesotra mit der östlich gelegenen Stadt Bergen. Über die Brücke wird der Riksvei 555 geführt. Unmittelbar westlich der Brücke liegt Knarrevik, östlich Drotningsvik.

## Geschichte

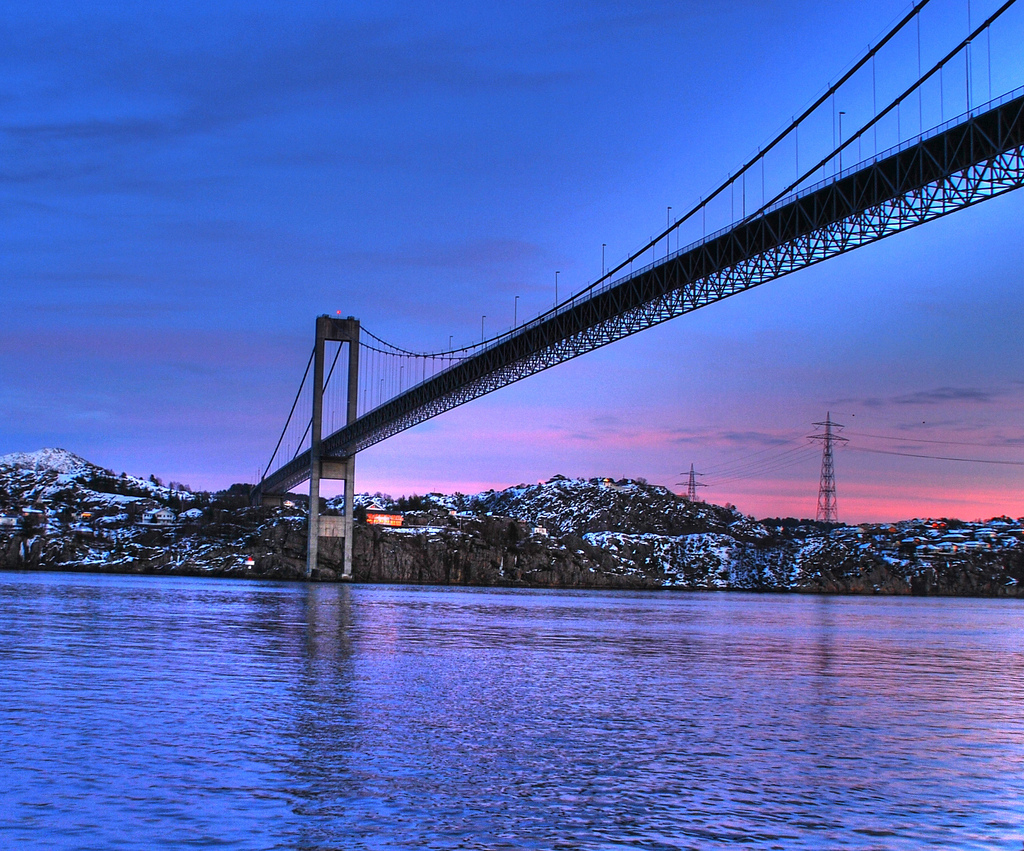
2008

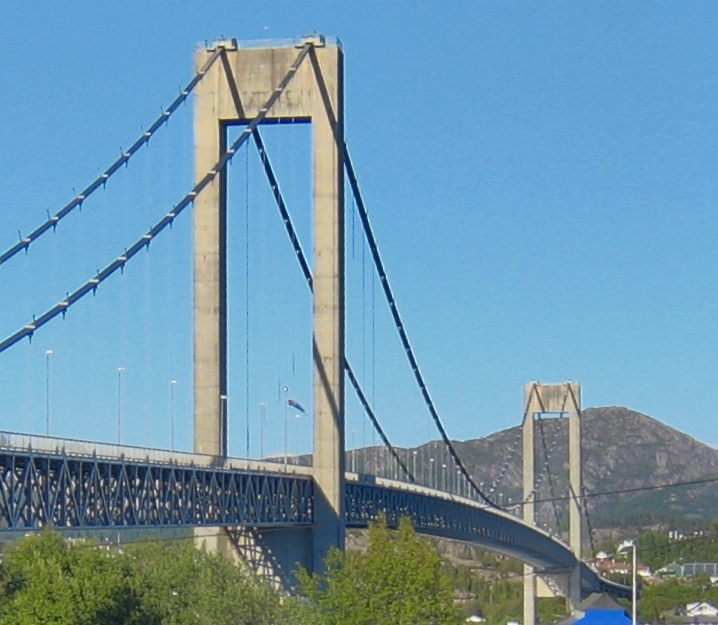
2009

Vor dem Bau der Brücke bestand in diesem Bereich eine Fährverbindung. Bereits in den 1950er Jahren begann die Diskussion über den Bau einer Brücke. Die Gebiete westlich Bergens litten durch die schwierigen Verkehrsbedingungen unter Abwanderung. 1965 wurde die Sotrabrua AS mit Sitz im Gemeindezentrum der damaligen Gemeinde Fjell gegründet. Vorsitzender war Ingvald Ulveseth, sein Stellvertreter Mons Lid.
Die Inbetriebnahme der Stahlbrücke erfolgte am 11. Dezember 1971, die offizielle Einweihung dann am 25. Mai 1972 durch den norwegischen König Olav V. Sie galt zur Bauzeit mit ihrer Länge von 1236 Metern als längste Brücke Norwegens und wurde sofort gut angenommen. Der übliche Weihnachtseinkauf in Bergen verschob sich, da die Menschen die Eröffnung der Brücke abwarteten. Zunächst wurde für die Brückennutzung Maut erhoben. Schon im Dezember 1971 wurde 283.680 Norwegischen Kronen Maut eingenommen. Im Februar 1972 benutzten doppelt so viele Fahrzeuge die Brücke, wie zuvor im Februar 1971 die Fähre. Die Baukosten betrugen 40 Millionen Norwegische Kronen. Bis zum Ende der Mauterhebung im Jahr 1983 wurden 23,5 Millionen Norwegische Kronen eingenommen.
Im Ergebnis des Brückenbaus stieg die Einwohnerzahl der Bereiche westlich der Brücke deutlich an. Darüber hinaus erfolgten verstärkt Gewerbeansiedlungen.

## Architektur
Die größte Spannweite der 1236 Meter langen Brücke beträgt 461 Meter, die weiteren Spannweiten zweimal 150 Meter. Die Durchfahrtshöhe beträgt 49 Meter, die Höhe der Brückenmasten 100 Meter. Zur Beleuchtung wurden zur Bauzeit 51 Siemens-Leuchten auf neun Meter hohen Stahlmasten eingesetzt.